# Megacollybia
Megacollybia es un género de hongos en la familia Marasmiaceae. Aunque inicialmente se pensó que era monotípico, el género fue seccionado en varias especies sobre la base de análisis genéticos realizados en 2007. La especie tipo M. platyphylla, se encuentra en Europa, Escandinavia, y el oeste y centro de Rusia. M. rimosa fue descrita en 2013 en Brasil.